# Sputnik Rzeczyca
Futbolny Kłub „Sputnik” Rzeczyca (biał. Футбольны Клюб «Спутник» Рэчыца) – białoruski klub piłkarski z siedzibą w Rzeczycy, grający w białoruskiej ekstraklasie. 

## Historia
Klub powstał w kwietniu 2017, przez przeniesienie siedziby DJuSSz-DSK Homel do Rzeczycy. Nie ma on jednak nic wspólnego z FK Rzeczyca-2014, który nosił nazwę Sputnik w latach 1980–1992. Nowo powstały Sputnik składał się z zawodników homelskiego klubu DJuSSz-DSK, który w 2016 grał w Drugiej Lidze, oraz trenera Kanstancina Czachau'a, który wcześniej trenował młodzież. Początek sezonu był nieudany, jednak później do zespołu dołączyli bardziej doświadczeni zawodnicy, a wyniki Sputnika zaczęły się poprawiać. W sezonie 2017 drużyna zajęła 5. miejsce w drugiej lidze. W lipcu 2018 nowym trenerem został Wiaczasłau Lauczuk, a klub zajął 3. miejsce. W sezonie 2019 Sputnik miał grać w Drugiej Lidze, ale w związku z połączeniem klubów Dniapro Mohylew i Łucz Mińsk, w Pierwszej Lidze pojawiło się wolne miejsce, które zajął rzeczycki klub. W debiutanckim sezonie klub zajął miejsce w górnej części tabeli, kończąc ostatecznie rozgrywki na 6. miejscu. W sezonie 2020 do zespołu ściągnięto zawodników z doświadczeniem w Wyszejszajej Lidze. Sputnik szybko znalazł się na szczycie tabeli, pewnie utrzymał pierwszą pozycję i na kilka kolejek przed zakończeniem sezonu zapewnił sobie awans do Wyszejszajej Lihi. 

## Wyniki w lidze i pucharze Białorusi
| Sezon | Liga            | Miejsce | Mecze | Zwycięstwa | Remisy | Porażki | Bramki | Punkty | Puchar |
| ----- | --------------- | ------- | ----- | ---------- | ------ | ------- | ------ | ------ | ------ |
| 2017  | Druhaja (3)     | 5.      | 26    | 14         | 4      | 8       | 59–24  | 46     | 1/32   |
| 2018  | Druhaja (3)     | 3.      | 28    | 18         | 4      | 6       | 79–21  | 58     | 1/32   |
| 2019  | Pierszaja (2)   | 6.      | 28    | 13         | 6      | 9       | 46–36  | 45     | 1/16   |
| 2020  | Pierszaja (2)   | 1.      | 26    | 19         | 4      | 3       | 50–18  | 61     | 1/8    |
| 2021  | Wyszejszaja (1) |         |       |            |        |         |        |        |        |

## Sukcesy
- Mistrz Pierszajej lihi (1×): 2020